# La Source du Lion
La Source du Lion è un progetto artistico fondato nel 1995 a Casablanca, in Marocco. L'associazione si occupa di organizzare eventi d'arte contemporanea.

## Storia
Il nome La Source du Lion deriva da un quartiere di Casablanca, Aïn Sebaâ.
Questo progetto nasce da Hassan Darsi con l'aiuto di Rachid L'Mouddene, Mohamed Fariji e Florence Renault. Molti collaboratori occasionali si aggiungono ad ogni evento.
Nel 2008 La Source du Lion apre una piattaforma a Casablanca per gli scambi di ricerca, sperimentazione, produzione: "L'atelier de la source du lion».

## Programma
La Source du Lion cerca di sviluppare la scena dell'arte contemporanea in Marocco, per raggiungere un pubblico nuovo ed eterogeneo, consentendo ai giovani artisti di avviare assieme nuovi progetti e posizionarsi all'interno di un contesto artistico e culturale.
Nel corso del tempo sono state svolte varie attività nelle scuole, come laboratori creativi, mostre e conferenze, dentro e fuori Casablanca.

## Conferenze
2008
- TERRITOIRES POUR L'ART CONTEMPORAIN, INHA, institut national de l'histoire de l'art, Parigi.
- IN THE DESERT OF MODERNITY KHW, Maison des Cultures du Monde. Berlino.

2006
- PROJET HERMITAGE, B.A.D Foundation, Rotterdam.
- MAKING SENSE IN THE CITY, Gand University.
- PHANTOM SCENES IN GLOBAL SOCIETY, con Okwi Enwesor e the Retort group.

2005
- FORUM DES CULTURES DANS L'ESPACE EURO MEDITERRANEEN, Interarts Foundation, Barcelona.
- SALON DU LIVRE DE TANGER, con Gilles Clément.
- ART FOR SOCIAL TRANSFORMATION, Michelangello Pistoletto, Cittadellarte.

## Esposizioni
2009
- Artistic Passerelle VII : Lisière et débordements, Villa des arts, Casablanca

2008
- Rereading the future, Triennale of contemporary art in Prague, Repubblica Ceca.

2007
- Re-Aspora, Mamashowroom Gallery, Rotterdam, Paesi Bassi.
- Zonder Titel, Muhka, Museum of Contemporary Art, Anvers, Belgium.
- Artistic Passerelle VI : 27 artists for 1 project, Actua's Foundation Gallery, Casablanca.

2006
- Artistic Passerelle V : De la ville au parc et inversement
- Dak'Art 2006, Biennale internationale de Dakar, Sénégal

2005
- Artistic Passerelle IV
- Portrait de famille VI, Bassin d'Arcachon, Francia

2004
- Artistic Passerelle III

2003
- Artistic Passerelle II
- Portrait de familles III, Cap Town, Sud Africa
- Portrait de famille IV, Mechelen, Belgio

2002
- Portrait de famille II, visages casablancais, Casablanca
- Artistic Passerelle I

2001
- Portrait de famille I, avec les yeux d'un autre Schiedam/Rotterdam, Paesi Bassi.

2000
- Dak'Art 2000, international biennale of contemporary art, Dakar, Senegal